# Паяний теплообмінник

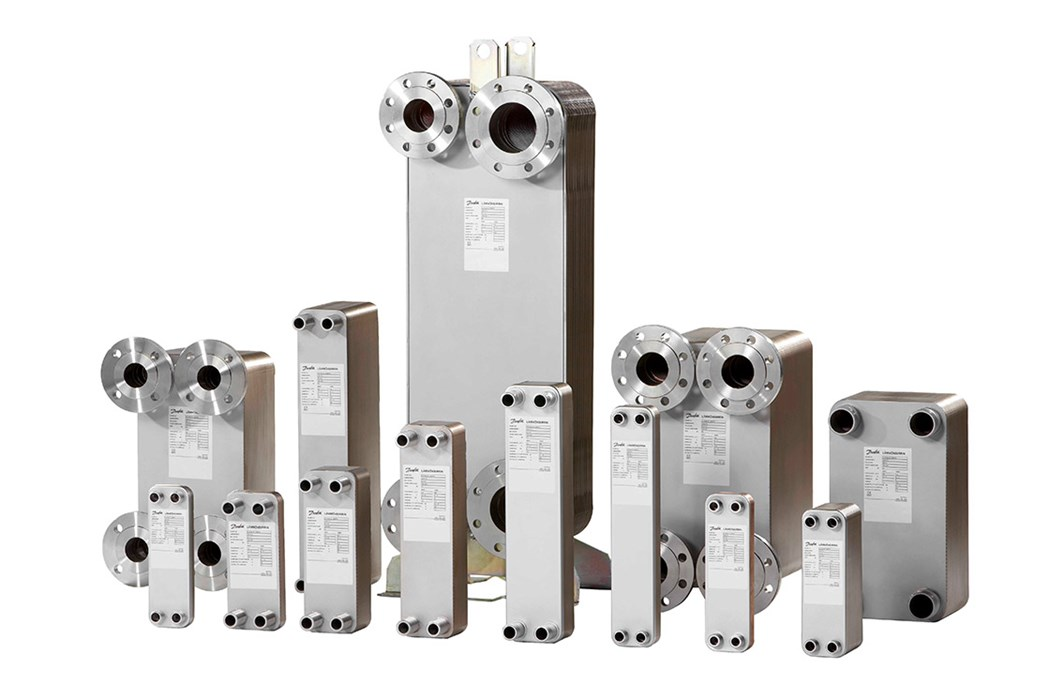
Комбіновані паяні теплообмінники серії XB та SL

Пластинчастий паяний теплообмінник (англ. Plate parts brazed heat exchanger) —  це пристрій, призначений для ефективної передачі тепла між двома рідинами. Він складається з набору тонких пластин, виготовлених з матеріалів, які можуть бути паяні разом, таких як алюміній або нержавіюча сталь. Пластини розташовані паралельно одна одній і мають спеціально виготовлені канали для проходження рідин.
Пластинчатий паяний теплообмінник є важливим пристроєм, використовуваним для передачі тепла в різних галузях промисловості та побутових системах. Його ефективність, компактність і широкий спектр застосування роблять його незамінним компонентом багатьох теплових систем.

## Принцип роботи
Принцип роботи базується на передачі тепла між двома рідинами через пластинчасті елементи, що забезпечують ефективну теплову взаємодію.
У даному теплообмінному обладнанні рідини, які потребують обміну тепла, протікають по різних каналах, які утворені між пластинами. Канали можуть мати різну форму і розмір, що залежить від конкретного дизайну теплообмінника.

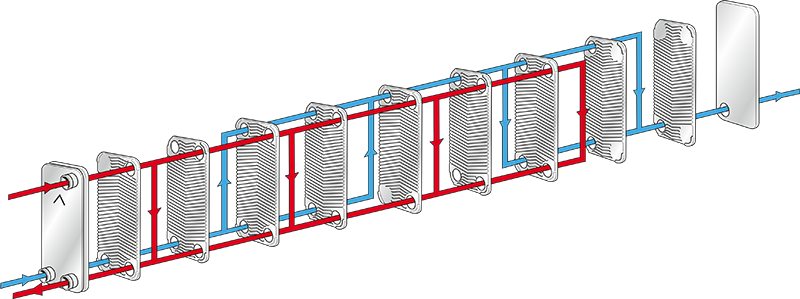
Схема паяного теплообмінника

Пластини розташовані паралельно одна одній і з'єднані між собою, утворюючи затиснену конструкцію. Це забезпечує оптимальну площу контакту між пластинами і максимальну ефективність передачі тепла. Крім того, такий дизайн дозволяє зменшити розміри устаткування і забезпечує більш компактну конструкцію.
Тепло передається від однієї рідини до іншої через стінки пластин. Цей процес відбувається через теплопровідність матеріалів пластин і створюється завдяки різниці температур між двома рідинами. Тепло, яке передається від гарячої рідини до холодної, забезпечує оптимальний тепловий баланс і забезпечує потрібну температуру обох рідин.
Це  дає можливість досягти високої ефективності передачі тепла при мінімальних витратах і забезпечує оптимальний тепловий режим у системах, де використовується цей тип теплообмінника.

## Конструкція
Устаткування  складається з комплексу металевих пластин, які мають спеціальну структуру та оребрення. Зазвичай використовуються пластини з алюмінію або нержавіючої сталі, оскільки ці матеріали мають відмінну теплопровідність і хімічну стійкість. Кожна пластина має тонкі канали або канавки, через які протікає теплоносій. Ці канали формуються у вигляді паралельних рядів або зигзагоподібних шляхів, що сприяють покращенню ефективності теплообміну. Канали на пластинах можуть бути різної глибини та ширини, залежно від конкретного застосування.
Металеві пластини теплообмінника зазвичай з'єднуються між собою паянням. Для цього використовують спеціальні паяльні матеріали, які мають низьку температуру плавлення та хорошу адгезію до металевої поверхні. Цей процес забезпечує стійке та герметичне з'єднання пластин, що дозволяє ефективно передавати тепло між ними.
Конструкція може також включати вхідні та вихідні колектори, які забезпечують подачу теплоносія до пластин та відведення нагрітого теплоносія. Додаткові елементи, такі як ущільнювальні прокладки або рамки, можуть використовуватися для забезпечення герметичності та міцності конструкції.
У результаті такої конструкції отримується велика поверхня теплового обміну в компактному вигляді, що забезпечує високу ефективність теплообміну при збереженні малого об'єму і низької маси. Крім того,  дозволяє регулювати теплові характеристики шляхом зміни кількості та типу пластин, а також варіювати швидкість течії теплоносія

## Переваги і недоліки
Паяні пластинчасті теплообмінники є одним із найбільш ефективних способів передачі тепла. Вони призначені для забезпечення неперевершеної продуктивності за мінімальної вартості життєвого циклу. Вибір технології паяння для наступного проекту опалення або охолодження принесе багато переваг, включаючи економію місця, енергії та обслуговування. Вони не вимагають технічного обслуговування, мають тривалий термін служби та витримують високі температури та надзвичайно високий розрахунковий тиск. Вони використовуються в різних цілях, включаючи охолодження, нагрівання, випаровування та конденсацію. 

### Основні переваги
- Висока теплопровідність: Мають високу теплопровідність завдяки прямому контакту між паяними елементами. Це дозволяє ефективно передавати тепло між двома середовищами та забезпечувати швидке та ефективне охолодження або нагрівання.
- Компактний розмір: Можуть бути компактними та мати невеликі габарити. Це робить їх ідеальним вибором для систем з обмеженим простором, де важливо максимально ефективно використовувати доступне місце.
- Висока ефективність: Завдяки прямому контакту між паяними елементами та високою теплопровідністю матеріалів, зазвичай мають високу ефективність передачі тепла. Це дозволяє швидко досягати необхідної температури та підвищує загальну продуктивність системи.
- Низький опір потоку: Мають низький опір потоку рідини або газу, що означає, що вони не створюють великого тиску або опору для середовищ, що проходять через них. Це дозволяє більш ефективно використовувати енергію та знижує енергетичні втрати.
- Різноманітність матеріалів: Можуть бути виготовлені з різних матеріалів, таких як мідь, алюміній, нержавіюча сталь і т. д. Це дозволяє вибрати найбільш підходящий матеріал залежно від вимог до хімічної стійкості, температурних умов та інших факторів.
- Низька вартість виробництва: Процес паяння є відносно простим і дешевим, що робить доступнішими з точки зору вартості виробництва. Це може бути перевагою для проектів з обмеженим бюджетом чи великим обсягом виробництва.

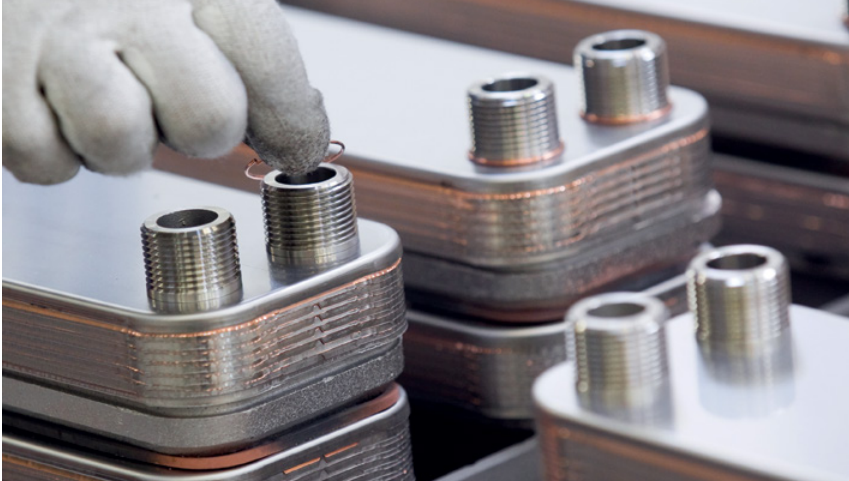
Виготовлення паяного теплообмінника

### Проблеми для пяних теплообмінників
- Обмеження робочого тиску: Мають обмеження робочого тиску, оскільки процес паяння може бути чутливим до високих тисків. Це означає, що вони не можуть використовуватися в додатках з високими робочими тисками, і потрібне ретельніше проектування та вибір матеріалів для роботи в умовах підвищеного тиску.
- Обмеження за температурою: При паянні теплообмінника використовується паяльний матеріал, який має свої обмеження щодо робочої температури. Високі температури можуть викликати деградацію паяльного з'єднання або навіть повне руйнування. Тому паяні теплообмінники можуть бути не підходящими для програм з дуже високими робочими температурами.
- Обмежена можливість ремонту: У разі ремонт може бути затрудненний. У більшості випадків потрібна заміна всього теплообмінника, оскільки розбирання та повторне паяння можуть бути складними та вимагати спеціалізованих навичок та обладнання.
- Можливість корозії: У паяних теплообмінниках може виникати проблема корозії, особливо якщо паяльний або основний матеріал чутливий до корозії. Неправильне поєднання матеріалів або наявність агресивного середовища може призвести до корозії паяного з'єднання або основного матеріалу, що призведе до втрати ефективності та тривалості служби теплообмінника.
- Обмежена сумісність з різними рідинами: У деяких випадках паяні теплообмінники можуть бути несумісними з певними типами рідин, такими як агресивні хімічні розчини або рідини з високою в'язкістю. Це може бути обмеженням вибору паяних теплообмінників для конкретних промислових процесів або додатків, де потрібна робота з певними типами рідин.
- Складність очищення та обслуговування:  Паяльні з'єднання можуть створювати поглиблення або пази, які можуть утруднити доступ і видалення відкладень або забруднень, що накопичилися. Це може вимагати використання спеціальних методів очищення та обслуговування, що може спричинити додаткові витрати та зусилля.
- Обмежений вибір матеріалів: Різні матеріали можуть мати різну стійкість до корозії, температурних впливів і механічних напруг. У деяких випадках може бути складно знайти відповідну комбінацію матеріалів для оптимальної роботи теплообмінника у конкретних умовах.

## Розрахунок теплообміного обладнання
Методи розрахунку паяних теплообмінників, є кілька поширених підходів:
Розрахунок на основі теплового балансу: Цей метод включає аналіз потоків тепла та визначення необхідних параметрів, таких як витрати та температури робочих середовищ. Потім використовуються рівняння теплопередачі визначення ефективності паяного теплообмінника і його геометрії.
Метод чисельного моделювання: За допомогою комп'ютерного програмного забезпечення та методів чисельного моделювання, таких як метод кінцевих елементів або метод кінцевих обсягів, можна провести детальне моделювання процесів теплообміну в паяному теплообміннику. Це дозволяє розрахувати розподіл температур, потоки тепла та інші параметри для оптимального проектування та оцінки продуктивності.
Емпіричні кореляції: У деяких випадках використовуються емпіричні кореляції, засновані на досвідчених даних та експериментальних дослідженнях. Ці кореляції пов'язують параметри паяного теплообмінника, такі як площа поверхні, геометрія та властивості матеріалів з продуктивністю теплообміну.
Конкретний метод розрахунку залежить від конкретної програми, вимог та доступних даних. Часто використовується комбінація різних методів задля досягнення найкращих результатів. Рекомендується звернутися до літератури, стандартів та рекомендацій щодо теплообміну для отримання більш детальної інформації та конкретних рекомендацій щодо розрахунку паяних теплообмінників.

### Формули розрахунку
Основні формули, які використовуються для теплообмінного устаткування. Різні параметри та символи у формулах можуть змінюватись в залежності від конкретного випадку та типу теплообмінника.
| Формула                             | Описание                                                                      |
| ----------------------------------- | ----------------------------------------------------------------------------- |
| Q = U * A * ΔT_lm                   | Формула для розрахунку потоку тепла через паяний теплообмінник                |
| U = (1 / R_total)                   | Формула для розрахунку коефіцієнта теплопередачі U                            |
| R_total = R_conv + R_cond + R_paya  | Формула для розрахунку загального опору теплопередачі                         |
| R_conv = 1 / (h1 * A1)              | Формула для розрахунку опору конвективної теплопередачі                       |
| R_cond = d / (k * A)                | Формула для розрахунку опору кондуктивної теплопередачі                       |
| R_paya = 1 / (α * A_paya)           | Формула для розрахунку опору паяної сполуки                                   |
| ΔT_lm = (ΔT1 - ΔT2) / ln(ΔT1 / ΔT2) | Формула для розрахунку середньої різниці температур                           |
| A_paya = L_paya * t_paya            | Формула для розрахунку площі паяного з'єднання                                |
| A = π * d * L                       | Формула для розрахунку площі поверхні теплообмінника                          |
| h1 = Nu * k / d                     | Формула для розрахунку коефіцієнта тепловіддачі під час конвективної передачі |
| Nu = 0.023 * Re^0.8 * Pr^0.4        | Формула для розрахунку числа Нуссельта під час конвективної передачі          |
| Re = ρ * V * d / μ                  | Формула для розрахунку числа Рейнольдса                                       |
| Pr = μ * Cp / k                     | Формула для розрахунку числа Прандтля                                         |